# Stronghold 2
Stronghold 2 este un joc de strategie în timp real dezvoltat de Firefly Studios și lansat de 2K Games în aprilie 2005. Este continuarea popularului joc Stronghold și face parte din seria Stronghold. Jocul combină elemente de construire a cetății și de gestionare economică cu lupte medievale în timp real. 

## Context și Dezvoltare
După succesul primului joc din serie, Stronghold, Firefly Studios a decis să dezvolte o continuare care să îmbunătățească grafica, să adauge noi mecanici de joc și să extindă povestea. Stronghold 2 a fost construit folosind un motor grafic 3D, o schimbare majoră față de grafica 2D isometrică a predecesorului său. Acest lucru a permis o reprezentare mai detaliată și mai realistă a cetăților și a peisajelor medievale. 

## Moduri de Joc
Stronghold 2 oferă mai multe moduri de joc, fiecare cu propriile sale provocări și obiective: 
1. Campania Militară: Jucătorul trebuie să apere regatul de trădători și invadatori, să construiască și să gestioneze cetăți și să participe la bătălii epice. Povestea campaniei militare este centrată pe conflictul dintre Lord Barclay, personajul negativ principal, și Lord Matthew Steele, protagonistul jocului.
2. Campania Economică: Aceasta se concentrează pe aspectele economice și de management ale unui regat medieval. Jucătorii trebuie să construiască o economie prosperă, să îndeplinească diverse obiective economice și să asigure bunăstarea supușilor lor.
3. Modul Liber: Jucătorii pot construi și gestiona cetăți fără restricții, concentrându-se pe creativitate și planificare strategică.
4. Modul Multiplayer: Jucătorii pot concura sau coopera online, construind cetăți și purtând războaie cu alți jucători din întreaga lume.

## Caracteristici

### Gestionarea castelului
Jucătorii trebuie să se ocupe de diverse aspecte ale administrării castelului, inclusiv:
- Economie: Producția de resurse precum lemn, piatră, fier și alimente. Sistemul economic este complex și necesită o gestionare atentă a resurselor și a balanței dintre cerere și ofertă.
- Fericirea Populației: Locuitorii castelului au nevoi și preferințe care trebuie îndeplinite pentru a menține fericirea și productivitatea. Factori precum alimentația, locuințele, taxele și distracțiile influențează starea de spirit a locuitorilor.
- Justiția: Implementarea unui sistem de justiție pentru a menține ordinea în castel. Jucătorii pot construi închisori și tribunale și pot pedepsi infractorii.

### Aspecte Militare
- Construcția fortificațiilor: Jucătorii pot construi și îmbunătăți zidurile, turnurile și alte structuri defensive pentru a proteja castelul de atacuri.
- Recrutarea și antrenarea trupelor: Diverse tipuri de unități militare sunt disponibile, inclusiv arcași, cavaleri și soldați cu halebarde. Fiecare unitate are puncte forte și slăbiciuni specifice.
- Tactici și strategii: Utilizarea terenului, poziționarea trupelor și diverse strategii de atac și apărare joacă un rol crucial în succesul militar.

## Povestea
Campania militară a jocului urmează povestea Lordului Matthew Steele, care încearcă să restabilească ordinea în regat după ce regele a fost înlăturat. Jucătorii trebuie să înfrunte diverși rivali, să câștige bătălii și să își extindă influența pentru a restabili pacea și ordinea.

## Mecanici de Joc
Stronghold 2 îmbină aspectele economice și militare ale gestionării unei cetăți medievale. Printre principalele mecanici de joc se numără:
- Construcția Cetății: Jucătorii pot construi și personaliza cetăți complexe, folosind o varietate de clădiri și fortificații. Zidurile, turnurile, porțile și șanțurile de apă sunt doar câteva dintre elementele disponibile pentru a proteja cetatea de invadatori.
- Economia și Resursele: Gestionarea resurselor este esențială pentru succesul în Stronghold 2. Jucătorii trebuie să colecteze și să gestioneze lemnul, piatra, fierul și alte resurse pentru a construi și întreține clădirile și armatele. Agricultura și producția alimentară sunt, de asemenea, cruciale pentru a menține moralul și sănătatea populației.
- Sistemul de Popularitate: Popularitatea lordului este un factor crucial. Dacă popularitatea scade prea mult, supușii vor începe să plece, ceea ce va afecta economia și apărarea cetății. Popularitatea poate fi influențată de factori precum impozitele, rațiile de mâncare, varietatea alimentelor și siguranța cetății.
- Lupte și Apărare: Stronghold 2 include un sistem complex de lupte, în care jucătorii trebuie să-și apere cetatea împotriva asediilor și să conducă atacuri asupra inamicilor. Jocul include o varietate de unități militare, fiecare cu propriile abilități și puncte forte.

## Grafică și Sunet
O îmbunătățire majoră față de predecesorul său este grafica 3D detaliată a jocului. Stronghold 2 oferă peisaje bogate și cetăți detaliate, cu animații fluide și efecte vizuale impresionante pentru vreme, apă și foc. Sunetul și muzica jocului contribuie, de asemenea, la atmosfera medievală, cu coloane sonore orchestrale și efecte sonore realiste pentru bătălii și viața de zi cu zi în cetate.

## Receptare Critică
La lansare, Stronghold 2 a primit recenzii mixte. Criticii au lăudat complexitatea și adâncimea mecanicilor de joc, dar au subliniat și problemele tehnice și bug-urile care afectau experiența de joc. În ciuda acestor critici, jocul a devenit popular printre fanii genului de strategie și a fost considerat un succesor demn al primului Stronghold.

## Expansiuni și Versiuni Ulterioare
În 2006, Firefly Studios a lansat un pachet de expansiune numit Stronghold 2: Deluxe, care a adăugat noi hărți, misiuni și caracteristici. De asemenea, au fost lansate mai multe patch-uri pentru a îmbunătăți stabilitatea jocului și a remedia bug-urile raportate de jucători.

## Moștenirea
Stronghold 2 rămâne un titlu important în seria Stronghold și a influențat dezvoltarea jocurilor ulterioare din serie, precum Stronghold Crusader și Stronghold 3. Jocul este încă jucat și apreciat de fanii genului de strategie medievală datorită complexității și profunzimii sale.
În concluzie, Stronghold 2 este un joc care reușește să combine în mod eficient construcția de cetăți, managementul economic și luptele medievale, oferind jucătorilor o experiență de joc imersivă și provocatoare.